# Kadidiatou Diani

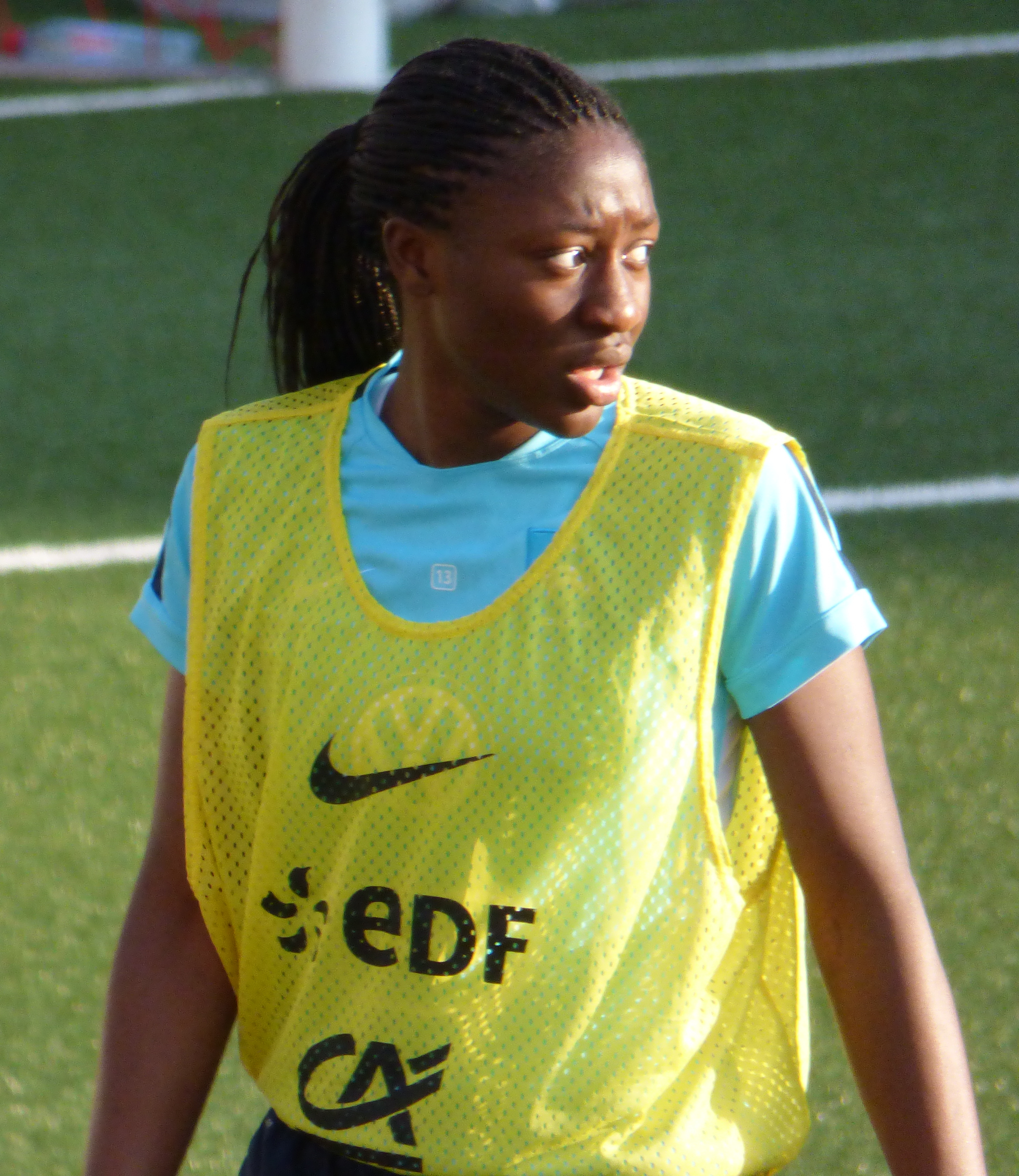
Kadidiatou Diani

Kadidiatou Diani, född den 1 april 1995 i Ivry-sur-Seine, är en fransk fotbollsspelare (anfallare) som spelar för 	Lyon. Hon är även en del av det franska landslaget och var uttagen i truppen till världsmästerskapet 2019.